# Walter Óscar Lozano
Walter Óscar Lozano (San Luis (Argentina), 9 de gener de 1966) és un exfutbolista argentí. Ocupava la posició de defensa.
En el seu país va destacar a l'Independiente de Avellaneda. La temporada 89/90 va ser fitxat pel Reial Valladolid amb qui va debutar en Primera. Va romandre al conjunt castellà fins a la temporada 93/94, alternant la titularitat i la suplència i amb una cessió a la UE Lleida per la temporada 90/91. Posteriorment, va retornar a la competició argentina.